# Vickers 10 in/45
Il Vickers 10 in/45 era un cannone navale progettato e prodotto dall'inglese Vickers, ramo della Armstrong. Progettato per navi da battaglia ed incrociatori corazzati nel primo decennio del XX secolo.

## Storia

### Servizio in Giappone
Il cannone venne acquisito dalla Marina imperiale giapponese per equipaggiare le semi-dreadnought di produzione inglese classe Katori e classe Satsuma, con la denominazione Type 41 10 in/45. Il nome era dovuto all'anno di adozione, il 1908, 41º anno di regno dell'imperatore Meiji. Nel 1917, con la standardizzazione sul sistema metrico, il pezzo venne ridenominato 25,4 cm/45 Type 41.
Questo modello venne progettato dalla Vickers specificatamente per la Marina imperiale a partire dal Vickers 10 in/45 Mark VII, prodotto inizialmente per la marina cilena e poi utilizzato dalla Royal Navy.
Sulla classe Katori il cannone costituiva l'armamento secondario. Le Satsuma inizialmente avrebbero dovuto essere armate solo con cannoni da 305 mm, facendone le prime vere dreadnought di grosso calibro del mondo; tuttavia, a causa di restrizioni di bilancio esse vennero armate con un mix di pezzi da 305 e 254 mm, come le precedenti classe Kashima.
Con la demolizione sia delle Katori che delle Satsuma imposta dal trattato navale di Washington, i pezzi da 254 mm furono recuperati ed impiegati nelle batterie costiere. I pezzi della Aki equipaggiarono le fortificazioni della baia di Tokyo.
I cannoni giapponesi sparavano un proietto da 235 kg sia perforante che con testata di guerra ad alto esplosivo.

### Servizio nel Regno Unito

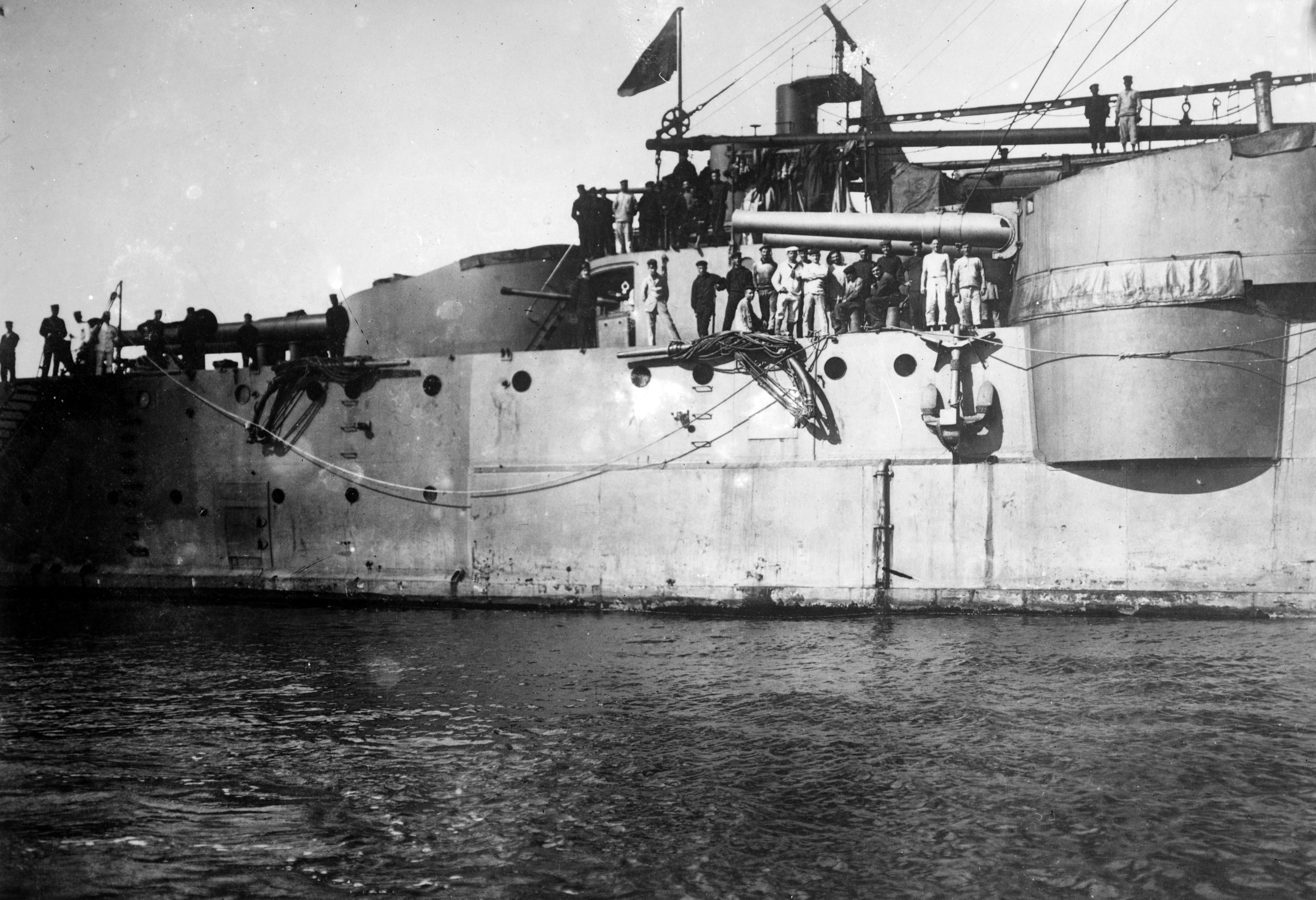
La RN Pisa nel 1912. Torre di poppa da 254/45 Mod. 1909 (a sinistra) e torre da 190/45 Mod. 1908. Al centro un 76/40 in casamatta.

La Vickers fornì 4 cannoni da 10 pollici per equipaggiare la nave da battaglia Libertad, in costruzione presso i propri cantieri per il Cile. Nel 1903 la nave venne acquistata dal Regno Unito ed immessa in servizio dalla Royal Navy come Triumph, classe Swiftsure. I pezzi vennero designati BL 10 inch Mark VII e sparavano un proietto da 226,8 kg, usando una carica propellente di 66,5 kg di cordite.
Un pezzo pressoché identico, l'EOC 10 in/45, venne realizzato contemporaneamente dalla Elswick Ordnance Company per equipaggiare l'altra nave della classe, la Constitución, acquistata dalla Royal Navy come HMS Swiftsure.

### Servizio in Italia
La Vickers vendette una variante del suo pezzo al Regno d'Italia. I cannoni, denominati dalla Regia Marina 254/45 V. Mod. 1906, costituirono l'armamento principale degli incrociatori corazzati classe Pisa (tranne l'Averof che ricevette i pezzi da 234/45).

## Tecnica
La bocca da fuoco aveva canna del tipo "wire-wound", con otturatore a vite interrotta tipo Welin.
| Modello             | Nave                                                            | Proietto    | Elevazione  | Brandeggio  |
| ------------------- | --------------------------------------------------------------- | ----------- | ----------- | ----------- |
| Type 41             | classe Katori (4 torri singole) classe Satsuma (6 torri binate) | -5°/+30°    | -80°/+80°   |             |
| BL 10 inch Mk VII   | HMS Triumph (2 torri binate)                                    | APC, 227 kg | -3°/+13°30' | -150°/+150° |
| 254/45 V. Mod. 1906 | Classe Pisa (2 torri binate)                                    | AP, 227 kg  | -5°/+25°    | -150°/+150° |